# Медресе Улугбека (Бухара)
Медресе Улугбека (узб. Ulugʻbek madrasasi / Улуғбек мадрасаси) — здание медресе в историческом центре Бухары (Узбекистан), воздвигнутое в 1417 году внуком Тимура — правителем и учёным-астрономом Улугбеком (1409—1449),.
Здание является памятником расцвета среднеазиатского зодчества, по образцу которого возводились здания медресе в других городах Средней Азии. В настоящее время медресе является единственным строением такого масштаба, сохранившееся в Бухаре со времен правления династии Тимуридов. Это также самое древнее из сохранившихся сооружений, трёх медресе, построенных Улугбеком. Находится напротив медресе Абдулазиз-хана, составляя с ним единый архитектурный ансамбль. В среднеазиатской архитектуре парный ансамбль двух зданий, обращённых фасадами друг к другу, обозначается с термином «кош» (сдвоенное, парное), а относительно к двум медресе — «кош медресе».
Как часть «Исторического центра города Бухара» в 1993 году было включено в список объектов всемирного наследия ЮНЕСКО. В настоящее время в медресе Улугбека располагается музей истории реставрации памятников Бухары.

## История

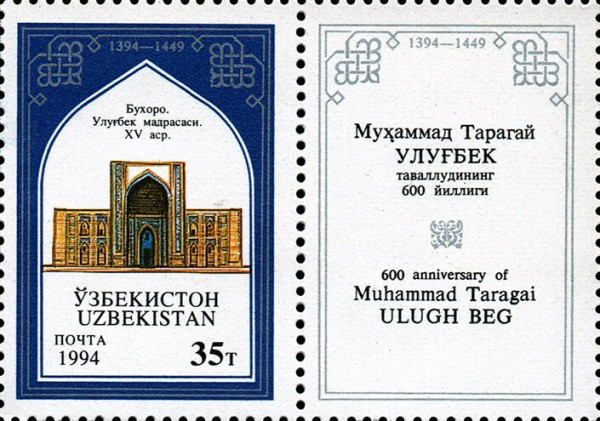
Почтовая марка Узбекистана 1994 года.

В монументальной строительстве Средней Азии первой половины XV века классическое завершение получает тип медресе. При Тамерлане (1370—1405) в некоторых медресе не только готовили кадры образованного духовенства, но и воспитывали юношей из аристократических семей, готовившихся к государственной карьере. При Улугбеке (1409—1449) медресе играли роль своеобразных университетов, в которых, при несомненном преобладании теологических наук, читались также лекции по астрономии, математике и философии.
Шахрух (1409—1447), будучи эмиром империи Тимуридов, назначил своего сына Улугбека султаном Мавераннахра со стольным городом Самаркандом и вторым по значению — Бухарой. Молодой учёный-правитель  намеревался превратить подвластные ему города в интеллектуальные центры империи. Сохранились три медресе, сооружённых Улугбеком — в Бухаре (1417), Самарканде (1417—1420) и Гиждуване (1433).
Строительство бухарского медресе завершилось осенью 1417 года. Однако занятый государственными делами, а также трауром в связи со смертью жены Огэ-бегим, увидеть его воочию, как заказчик строительства, Улугбек смог лишь 28 ноября 1419 года. Он остановился в своём медресе, одарил подарками студентов и других «достойных людей». В период правления Улугбека и в последующие века это медресе было центром науки и культурной жизни Бухары.
Медресе, построенное Улугбеком, дошло до нас в изменённом виде. В 1585 году при Абдулла-хане II (1583—1598) здание медресе было ремонтировано. При ремонте оно было облицовано майоликой. В 1586 году по инициативе и поддержке влиятельного джуйбарского шейха Ходжа Саъда (ум. 23 октября 1589 года) были отремонтированы внешний портал и все кельи. При этом, во время реставрации были использованы изразцы с надписями и узорами. Позже повреждённые временем части здания ремонтировались также в XVI—XVII веках.
Бывший в 1841—1842 годах Бухаре Н. В. Ханыков воспоминает, что медресе Улугбека, в это время, имело 80 худжр (кельи), а его студенты получали 3,5 золотом дохода от вакуфных поступлений.
По сведениям А. Фитрата, в начале XX века медресе Улугбека имело годовой доход в размере 800 таньги от выкуфных поступлений. Отдельный вакф в виде земельной собственности, лавок, торговых рядов и других Библиотека (китабхане) медресе Улугбека имела. Это давало библиотеке функционировать более самостоятельно и независимо в материальном и финансовом плане.
В дальнейшем медресе Улугбека было отремонтировано ещё в 1950—1970 и 1990—1996 годах и сильно потерпело изменение.
В 1993 году медресе внесено в список объектов всемирного наследия ЮНЕСКО и с 1994 года в нём располагается музей истории реставрации памятников Бухары.

## Архитектура
Медресе Улугбека представляет собой прямоугольное здание со двором и парадным входом, украшенным высоким порталом (пештак). Вход раздваивался поперечным коридором (мионхана); оно двухайванное, со внутренней мечетью и лекторией (дарсхана). Во втором этаже, над входом, находилась библиотека (китабхане). Фасад медресе выделяется двухъярусными лоджиями и имеет два крыла. С обеих сторон его закрывают две башни (гульдаста).
Главное украшение здания медресе это мозаичные узоры портала из эмали и цветных плиток. Самые древние элементы декорации находятся в плафоне мионханы и на северной аркаде двора. Более поздняя облицовка обнаружена на восточной и западной половинах и самая поздняя — на крылях фасада. На колоннах северного айвана выступает позолота. В облицовке колонн можно усмотреть аналогию с мечетью Калян (западный портал).
В мотивах орнамента преобладают астральные элементы, что можно связать с мировоззрением Улугбека как астронома. На створке ворот медресе, над входом в здание, была вырезана надпись почерком сулюс, содержащая хадис с предписанием осваивать знания: «стремление к знанию — обязанность каждого мусульманина и мусульманки»; на щипцовой стене арки портала имеется мозаичный медальон, на котором почерком сулюс выгравировано имя мастера-зодчего Исмаила бини Тахира Исфахани.
Медресе поражает исключительной строгостью и выдержанностью форм, пропорциональностью и соответствием конструктивной части с декорацией. Это — памятник расцвета среднеазиатского зодчества, и по его образцу стали строиться медресе в других городах Средней Азии.